# نجم البقال
الحاج نجم عبود البقال الدليمي هو تاجر وعسكري عراقي ولد في مدينة الرمادي وإنتقل للسكن في النجف، وهو أحد أعضاء جمعية النهضة الإسلامية ضمن جناحها العسكري، كما يعد البقال مفجر ثورة النجف عام 1918 بعد إغتياله للمارشال البريطاني بعملية سرية في مدينة النجف، إذ كان من أبرز الشخصيات الثورية والوطنية في العراق مطلع القرن العشرين.

## نشأته وحياته
هو نجم ابن عبود الدليمي الملقب بالبقال، ولد في مدينة الرمادي غربي العراق ونشأ بها، هاجر مع والده إلى مدينة الحلة لفترة قصيرة بسبب خلاف حصل مع أحد أقربائه، ثم أتى إلى نجف عام 1859 وسكن محلة المشراق، إلتحق بالخدمة العسكرية في صفوف القوات العثمانية عند بلوغه سن الرشد وإشترك في إحدى المعارك التي حصلت بين العثمانيين والروس في منطقة من مناطق آسيا الوسطى، بعد عودته للنجف عمل في البيع والشراء وإفتتح محلًا لبيع التمور في منطقة الميدان في النجف، ومن هنا جاء لقبه بالبقال لإمتهانه مهنة البقالة.

## جهاده ومقاومته
بعد دخول قوات الإنجليزية للعراق ظهرت العديد من الحركات والشخصيات التي تندد بمحاربة المستعمرين للبلاد إذ وقعت أحداث كثيرة نتيجة هذه المطالبات.
وبسبب إنتشار الروح الثورية وأصوات المقاومة والجهاد بين صفوف الشعب العراقي، إشتد الحماس لدى البقال في مواجهة البريطانيين وتحرير بلاده لذا أنضم إلى جمعية النهضة الإسلامية التي كانت من أبرز الحركات المطالبة بطرد المستعمر وضمان استقلال البلاد آنذاك. ولم يكتفِ البقالُ بهذا فحسب، بل دفعَه الحماسُ إلى أنْ يقومَ بعملية مَعَ مجموعةٍ مِنَ النجفيين لأغتيال المارشال البريطاني في النجف في مارس 1918، لِتندلعَ بعدها أزمة في المدينةِ وتنطلق من هنا ثورة مفتوحة على القوات البريطانية.

## إعتقاله ووفاته
بعد أن قام البقال بعملية إغتيال المارشال البريطاني في خان عطية حيث محل إقامته، سارع حاكم النجف والشامية الكابتن بلفور بالقدوم إلى النجف للتحقيق في ملابسات الحادثة وأمر بتفتيش وملاحقة جميع من ثبت أو شكَ في تورطه بالاغتيال وقال: (إن كل قطرة دم من هذا الغالي تساوي أربعمائة نجفي) القول الذي غرس بذور الشحناء لدى النجفيين مما شجعهم على الإستمرار بالثورة، وفي الصباح اليوم التالي بعد الحادثة تظاهر جميع من شارك في هذه العملية بالبراءة ناكرين قيامهم بعملية الأغتيال ومن ضمنهم البقال حيث عاد وفتح محله وكأن شيئًا لم يكن حتى لا يشكو فيه ويلقوا القبض عليه وعلى مجموعته، لكن بعد إن أشتدت الأحداث وبدأ فرض الحصار على النجف وقبض على الكثير من النجفيين أدرك البقال خطورة الأمر فأختبأ في سرداب من سراديب النجف القديمة ولم يعثروا عليه البريطانيون الّا بعد القبض على أبن أخته حيث أجبروه على الأعتراف بمكان البقال، وبعد أن إعترف أبن شقيقته عرف البريطان مكانه وذهبوا ليقبضوا عليه لكن لم يجدوه بسهولة لصعوبة طريقة الأختباء، وعندما عثروا عليه في سردابه حصلت مناوشات بينهم حتى جرح البقال وضربوه وأدموه، قبض بصعوبة وسجن مؤقتًا في مقرات الإنجليز وحوكم مع مجموعة من النجفيين المتورطين بالتمرد والثيران على القوات البريطانية مايو من نفس العام، وأصدر الحكم الإنجليزي بنفي 113 نجفي إلى الهند وإعدام 11 ممن ثبت تورطهم بعملية إغتيال المارشال من بينهم البقال ونفذ حكم الأعدام في 30 مايو 1918 في الكوفة، صعد البقال إلى المشنقة وهو يشتم ملكة بريطانيا ويردد (إنها موتة واحدة ياكفرة) حتى تشاهد وأنتهى به المطاف موته مشنوقًا.

## قيل فيه
- الجواهري: إنّ ثورة النجف لعام 1918م لم تكن في رأي الجواهري ثورة وإنما هي تمرد شعبي قام به نفر من النجفيين على رأسهم الشهيد نجم البقال ورفاقه. وقال إيضًا: إنّ كثيراً من أتباع وجهاء النجف بما يشبه العصابات من المسلحين يهربون من الأسلحة، ثقلاء ظل على النجف كلها بحكم عددهم وعدتهم وغطرستهم، من بينهم نجم البقال، وبذلك فان الجواهري بهذا القول عرّض ببعض من اشترك بالثورة.[5]
- علي الوردي: كان الحاج نجم البقال يعد العدّة منذ مدة غير قصيرة لإشعال الثورة في النجف، وقد ألف عصابة من بعض شجعان النجف ومغاويرها لهذا الغرض.[6]
- محمد رضا الشبيبي: أكد الشبيبي أن الثوار أمثال البقال والصّبي، الذين هاجموا الخان وقتلوا الحاكم البريطاني الكابتن مارشال الذي يدير بلدة النجف منه أنهم قليلوا الكلام كثيروا الأفعال، وهو من جملة ما اتفق فيه بهذا القول مع ما جاء على لسان الجواهري عنهم.[7]

## أُلف وأُنتج عنه
أُصدر العديد من الكتب والأفلام التي تتناول قصة نجم البقال ومن جملتها:
- كتاب «نجم البقال قائد ثورة النجف الكبرى ضد الاحتلال الإنكليزي عام 1918 حياته ودوره في الأحداث» من تأليف الدكتور كريم وحيد صالح.[8]
- كتاب «النجف الأشرف ومقتل الكابتن مارشال 1336هـ - 1918م» من تأليف كامل سلمان الجبوري.[9]
- في عام 2014 أنتج فيلمًا روائيًا يعرض عن أحداث النجف عام 1918 بعنوان «نجم البقال» من إخراج عامر علوان ضمن فعاليات الاحتفاء بمشروع بغداد عاصمة الثقافة العربية لعام 2013، وشرعت دائرة السينما والمسرح التابعة لوزارة الثقافة العراقية بتصوير هذا الفيلم وهو ثاني فيلم روائي طويل ينتج منذ تسعينيات القرن الماضي، ويشارك فيه ممثلون وفنيون أجانب.[10]